# Gymnochthebius benesculptus
Gymnochthebius benesculptus är en skalbaggsart som beskrevs av Perkins 2005. Gymnochthebius benesculptus ingår i släktet Gymnochthebius och familjen vattenbrynsbaggar. Inga underarter finns listade i Catalogue of Life.